# فریدریش دولمان
فریدریش کارل آلبرت دولمان (به آلمانی: Friedrich Karl Albert Dollmann) (۲ فوریهٔ ۱۸۸۲ – ۲۸ یا ۲۹ ژوئن ۱۹۴۴) نظامی بلندپایه آلمانی در دوره رایش سوم بود که در جریان جنگ جهانی دوم ارتش هفتم را در نیروی زمینی فرماندهی کرد.

## سال‌های اولیه
فریدریش دولمان روز ۲ فوریهٔ سال ۱۸۸۲ در وورتسبورگ در پادشاهی بایرن زاده شد. سال ۱۸۹۹ به عنوان افسر دانشجو به نیروی زمینی امپراتوری آلمان پیوست. سال ۱۹۰۱ با درجه ستوان دوم در هنگ ۷ توپخانه صحرایی بایرن به سلک افسر درآمد. بین سال‌های ۱۹۰۳ تا ۱۹۰۵ دوره توپخانه و مهندسی را در دانشکده شارلوتنبورگ گذراند. سپس تا سال ۱۹۰۹ آجودان یک گردان بود. برای دوره ستاد کل به دانشکده جنگ فرستاده شد. سال ۱۹۱۰ به درجه ستوان یکم و سال ۱۹۱۳ به درجه سروان ترفیع گرفت. اوایل سال ۱۹۱۳ مدت کوتاهی آجودان یک تیپ بود. سپس دیده‌بان هوایی شد و دو سال نخست جنگ جهانی اول را در این جایگاه خدمت کرد. اواخر سال ۱۹۱۶ به فرماندهی یک گردان توپخانه منصوب شد. از ماه نوامبر سال تا پایان جنگ۱۹۱۷ افسر ارشد اطلاعات لشکر ششم پیاده‌نظام در جبهه غربی بود.

## رایسشور
با وجود عملکرد پیشین غیر متمایز، دولمان پس از جنگ در رایشسور پذیرفته شد و به جهت تسلط بر زبان‌های فرانسوی و انگلیسی، عضو بخش اجرایی کمیسیون صلح در سال ۱۹۱۹ بود. بین سال‌های ۱۹۲۳ تا ۱۹۳۳ در مونشن خدمت می‌کرد. در این موقعیت روابطی با حزب ناسیونال سوسیالیست برقرار کرد. تا ماه فوریه سال ۱۹۳۰ به درجه سرهنگ ترفیع گرفت و رئیس ستاد منطقه نظامی شماره ۷ در مونشن بود. روز ۱ فوریه سال ۱۹۳۱ فرماندهی هنگ ۶ توپخانه به او سپرده شد. یک نیم سال بعد به عنوان فرمانده توپخانه ۷ و نایب فرمانده لشکر هفتم پیاده‌نظام در مونشن منصوب گشت. روز ۱ فوریه سال ۱۹۳۳ به عنوان بازرس توپخانه در وزارت دفاع در برلین برگزیده شد. دولمان روز ۱ اکتبر سال ۱۹۳۲ به درجه سرتیپ و دقیقاً یک سال بعد به درجه سرلشکر ترفیع گرفت.

## ورماخت
دولمان تعلق به حزب ناسیونال سوسیالیست نداشت اما از روابط خود درون حزب برای پیشرفت استفاده می‌کرد. تا حدودی بدین جهت روز ۱ مه سال ۱۹۳۵ فرمانده منطقه نظامی شماره ۹ در کاسل شد. او در این جایگاه از افسران می‌خواست همکاری خوبی با حزب ناسیونال سوسیالیست داشته باشند و به آن اعتماد کنند. دولمان روز ۱ آوریل سال ۱۹۳۶ به درجه سپهبد (ژنرال توپخانه) ترفیع گرفت. روز ۲۵ اوت سال ۱۹۳۹ به فرماندهی ارتش هفتم منصوب شد. این ارتش میدانی متشکل از لشکرهای غیر موتوریزه غالباً نیروهای ذخیره با سن بالا و آموزش کم بود.

### جنگ جهانی دوم
ترفیع درجه:
- ۴ مارس ۱۹۰۱: ستوان دوم
- ۱ اکتبر ۱۹۰۹: ستوان یکم
- ۱ اکتبر ۱۹۱۳: سروان
- ۱ اکتبر ۱۹۲۱: سرگرد
- ۱ آوریل ۱۹۲۷: سرهنگ دوم
- ۱ فوریه ۱۹۳۰: سرهنگ
- ۱ اکتبر ۱۹۳۲: سرتیپ
- ۱ اکتبر ۱۹۳۳: سرلشکر
- ۱ آوریل ۱۹۳۶: سپهبد (ژنرال توپخانه)
- ۱۹ ژوئیه ۱۹۴۰: ارتشبد

در پی آغاز جنگ جهانی دوم در ماه سپتامبر سال ۱۹۳۹، یگان دولمان در نبرد لهستان مشارکتی نداشت و در آلمان مستقر بود. در جریان نبرد فرانسه در سال ۱۹۴۰ ارتش هفتم قسمت جنوبی خط دفاعی وست‌وال را در مقابل خط ماژینو پوشش می‌داد. این ارتش تنها در پایان کارزار حالت تهاجمی گرفت و در شمال بلفور از خط ماژینو گذشت. نیروهای دولمان از سد مقاومت ضعیف نیروهای بی‌روحیه فرانسوی عبور کردند و روز ۱۹ ژوئن به لشکر یکم زرهی از گروه زرهی گودریان متصل شدند تا محاصره ۴۰۰٬۰۰۰ تن از نیروهای دشمن را در کوه‌های ووژ تکمیل کنند. فرانسه دو روز دیگر رسماً تسلیم شد. در پی این پیروزی، دولمان روز ۱۹ ژوئیه سال ۱۹۴۰، در میان چندین تن دیگر از فرماندهان ارشد، به درجه ارتشبد ترفیع گرفت.
دولمان چهار سال آینده (۱۹۴۴–۱۹۴۰) را در وظایف حفاظت از مناطق تصرف‌شده، در فرانسه در غرب گذراند. در این مدت بیشتر تمرکز ورماخت بر جبهه شرقی بود. با کش‌دار شدن جنگ و سخت‌گیرانه‌تر شدن رفتار آلمانی‌ها با مردمان مناطق اشغالی، دولمان به مرور نسبت به سیاست‌های حاکمیت رایش سوم تجدید نظر کرد. او کمتر فرمان‌های بالادستی در این ارتباط را به نیروهای خود ابلاغ می‌نمود. پریشانی فکری حاصل از این شرایط سلامتی جسمانی او را تحلیل برد. دولمان که به مدت طولانی درگیر هیچ رزمگاه فعالی نبود، رفته‌رفته توجه کمتری نسبت به وظایف خود از جمله دفاع ساحلی ناحیه مختص او، نشان می‌داد. به هر صورت ارتش هفتم، تحت فشار فیلدمارشال اروین رومل، فرمانده گروه ارتش ب، از اوایل سال ۱۹۴۴ شروع به ایجاد موانع ساحلی کرد. به هر حال ممکن نبود چند سال عدم فعالیت در عرض چند ماه جبران شود. بدین شکل هنگام پیاده‌سازی متفقین در نرماندی در ماه ژوئن سال ۱۹۴۴ دولمان آمادگی زیادی برای مقابله نداشت.

#### نبرد نرماندی

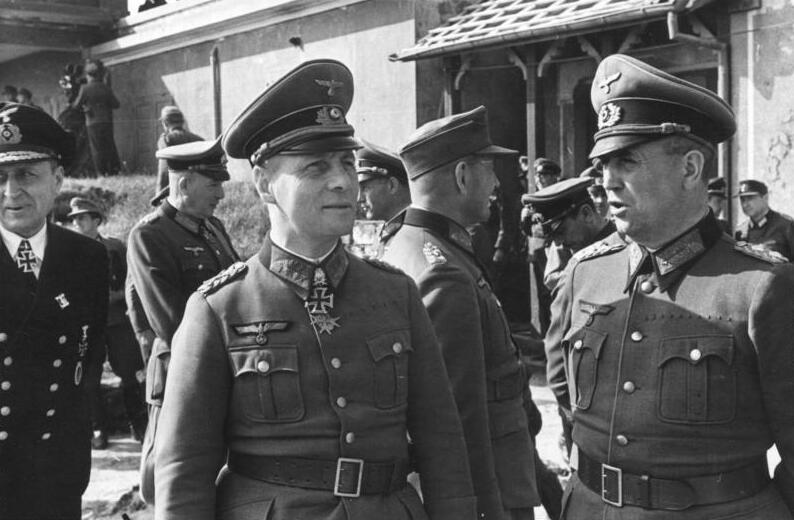
راست، در کنار فیلدمارشال رومل، ۳۰ مه، ۱۹۴۴

در گونه‌ای از بدشانسی، رومل به آلمان رفته بود و دولمان دقیقاً روز ۶ ژوئن، با بیشتر فرماندهان لشکرها و سپاه‌های ارتش هفتم، در حال اجرای یک شبیه‌سازی عملیاتی در رن بود. در غیاب رومل، دولمان بلافاصله اقدام به ضدحمله با تنها لشکر بیست و یکم زرهی که داشت کرد اما موفقیت چندانی حاصل نشد و این لشکر در این میانه آسیب شدیدی دید. هنگامی که لشکر زرهی نخبه لِر به موقعیت رسید، دولمان دستور به حمله آن در روشنایی روز داد. سرلشکر فریتس بایرلاین، فرمانده این لشکر که در کنار رومل در شمال آفریقا تأثیر مخرب برتری هوایی متفقین را تجربه کرده بود، نسبت به این دستور اعتراض کرد که البته به خرج دولمان نرفت. او تصور می‌کرد چنین تأخیر چند ساعته‌ای در این شرایط حساس می‌تواند باعث فروپاشی خط مقدم شود. او همچنین فرمان به سکوت رادیویی این لشکر داد. پس از آغاز حرکت، لشکر به سرعت توسط دشمن شناسایی شد و زیر حملات هوایی شدید قرار گرفت. لشکر زرهی لر تنها ۵ تانک از دست داد اما آسیب زیادی به ادوات تدارکاتی و دیگر بخش‌های آن وارد آمد. لشکر در حالتی بی‌سازمان و متفرق به خط مقدم رسید و نتوانست کاری پیش ببرد. وقتی رومل به فرانسه بازگشت هدایت لشکرهای زرهی را دولمان گرفت. ارتش هفتم در این هنگام مسئول جناح چپ خط مقدم بود. نیروهای دولمان در سه هفته بعدی جز کاهش سرعت تهاجم دشمن، دستاورد دیگری نداشتند و خود متحمل خسارات سنگین شدند.
دژ شربورگ با پایداری نسبتاً اندکی روز ۲۶ ژوئن سقوط کرد. این اتفاق موجب برآشفتگی هیتلر شد. فیلدمارشال ویلهلم کایتل، رئیس فرماندهی عالی ورماخت دستور به بررسی علت سقوط این شهر در یک دادگاه نظامی داد. دولمان به‌شکل سفت‌وسختی در این رابطه بازجویی شد. او متهم به قصور در این رابطه بود. هیتلر رومل را به قرارگاه خود احضار کرد و از او خواست دولمان را به جهت مسئله شربورگ محاکمه کند. با مقاومت فیلدمارشال گرت فون روندشتت، فرمانده کل جبهه غربی در مقابل این اقدام، هیتلر به رومل گفت دست کم دولمان را از مقام خود خلع کند. به هر صورت رومل او را فرمانده‌ای وفادار به اجرای فرمان می‌دید و از این کار اجتناب کرد. بدین ترتیب هیتلر خود شخصاً دستور به عزل دولمان داد. او با اس‌اس-اوبرگروپن‌فورر پاول هاوسر جایگزین شد. البته این خبر هیچگاه به اطلاع دولمان نرسید. او پیش از تمامی این سخنان، صبح روز ۲۸ ژوئن سال ۱۹۴۴ زیر فشار و اضطراب و نگران از تحقیقات در حال انجام، در قرارگاه خط مقدم خود دچار حمله قلبی شد. ارتشبد فریدریش همان روز یا روز بعد جان باخت. او را روز ۲ ژوئیه در فرانسه به خاک سپردند. به هر صورت، به جهت خدمات پیشین، مراسم حکومتی نیز برای او گرفته شد.

## نشان‌ها
- گیره ۱۹۳۹ صلیب آهنین:
  - درجه ۲
  - درجه ۱

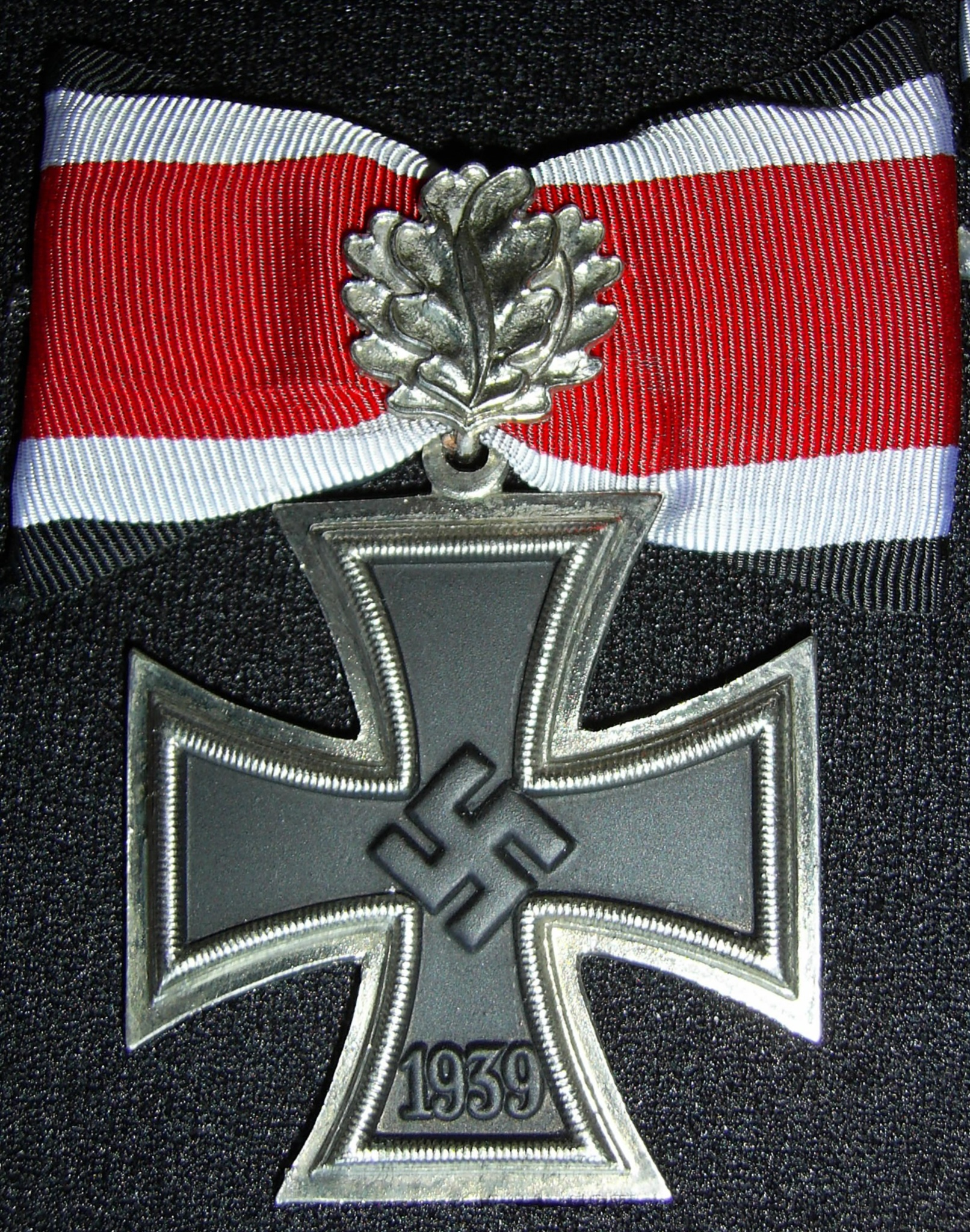
صلیب شوالیه صلیب آهنین با برگ‌های بلوط

- نشان یادبود ۱ اکتبر ۱۹۳۸ (سودتنلند): ۲۲ مه ۱۹۳۹
- نشان ۴۰ سال خدمت ورماخت با کلاس ویژه برگه‌های بلوط: سپهبد - ۹ سپتامبر ۱۹۳۹
- صلیب شوالیه صلیب آهنین: سپهبد - فرمانده ارتش هفتم: ۲۴ ژوئن ۱۹۴۰
  - برگ‌های بلوط: پانصد و هجدهمین فرد - ارتشبد - فرمانده ارتش هفتم: ۲ ژوئیه ۱۹۴۴[۸]